# Muhammad Qazi

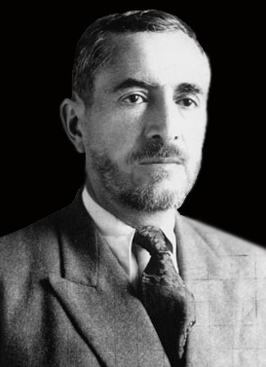
Prezydent Muhammad Qazi

Muhammad Qazi, kurd. Qazî Mihemed  (ur. 1893, zm. 30 marca 1947 w Mahabad) – kurdyjski polityk, założyciel Partii Irańskiego Kurdystanu. Twórca i prezydent Republiki Kurdystanu. 

## Prezydent Republiki Mahbadzkiej
15 grudnia 1945 oddziały kurdyjskie, wykorzystując osłabienie rządu w Teheranie, zajęły Mahabad i 22 stycznia 1946 proklamowały powstanie Republiki Kurdystanu. Muhammad Qazi został tymczasowym prezydentem. Tereny irańskiego Kurdystanu były wówczas pod okupacją wojskową Związku Radzieckiego, który popierał tendencje separatystyczne w północno-zachodnim Iranie. Jednak zakończenie poparcia Moskwy dla Kurdów oznaczało klęskę republiki. Muhammad Qazi, chcąc uniknąć rozlewu krwi, poddał Republikę Mahabadzką bez walki. 
Qazi został postawiony przed irańskim trybunałem wojskowym i skazany na karę śmierci za zdradę stanu. Taki sam wyrok otrzymał również jego brat oraz kuzyn. Wyrok na trójce skazańców wykonano 30 marca 1947 roku przez powieszenie na centralnym placu w Mahabadzie.